# Z Tobą nie umiem wygrać
Z tobą nie umiem wygrać – piosenka i singel Ani Dąbrowskiej ze składanki największych przebojów piosenkarki pt. The Best of. Nominacja do Fryderyka 2018 w kategorii Utwór Roku.

## Certyfikat
| Kraj          | Certyfikat         | Sprzedaż |
| ------------- | ------------------ | -------- |
| Polska (ZPAV) | 3x platynowa płyta | 60 000+  |